# Miconia crassistigma
Miconia crassistigma är en tvåhjärtbladig växtart som beskrevs av Célestin Alfred Cogniaux. Miconia crassistigma ingår i släktet Miconia och familjen Melastomataceae. Inga underarter finns listade i Catalogue of Life.